# Além do Véu
Além do Véu é o álbum de estreia de David Quinlan, lançado em 1996. O disco trouxe sete canções, tendo espontâneos.

## Faixas
| Faixa | Título                           | Duração |
| ----- | -------------------------------- | ------- |
| 1     | "Vem, a hora chegou de Adoração" | 8:08    |
| 2     | "Arrebatado Serei"               | 3:59    |
| 3     | "Eu vejo o Senhor"               | 8:05    |
| 4     | "Além do Véu"                    | 10:39   |
| 5     | "Leva-me Senhor"                 | 8:33    |
| 6     | "O seu amor é Extravagante"      | 9:56    |
| 7     | "Cantando desde a Eternidade"    | 18:12   |